# 馬達拉卡日
馬達拉卡日 （英語：Madaraka Day），又稱自治日，是肯亞的國定假日，於每年6月1日慶祝，以紀念1963年肯亞在1920年成為英國殖民地後實現內部自治。肯亞在1963年的這天獲得部分獨立，直到大約一年半之後，即1964年12月12日才成為一個完全建立的共和國。為了紀念這天，肯亞還在每年的12月12日慶祝賈姆胡里日（共和國日）。
馬達拉卡（Madaraka）是斯瓦希里語，意為「權威」、「統治權」。

## 外部連結
- Global Policy – Madaraka Day in Kenya （页面存档备份，存于）
- National Holidays in 2011[永久]
- Madaraka Day Images （页面存档备份，存于）